# Mănăstirea Aninoasa
Mănăstirea Aninoasa este o mănăstire din România situată în comuna Aninoasa, județul Argeș. 

## Descriere generală
Mănăstirea Aninoasa este situată pe DN 73C, la 16 km de Câmpulung și la 30 de km de Curtea de Argeș și este un lăcaș de cult ortodox; edificiul are obște de maici, iar hramul este „Sfântul Ierarh Nicolae”.

## Istoric
Mânăstirea Aninoasa a fost fondată de către Tudoran Vlădescu în anul 1678, ctitorul călugărindu-se cu numele Teodosie. Acesta a donat lăcașului de cult mai multe terenuri, aparținând moșiilor Aninoasa, Slănicul de Jos și Teleorman, precum și vii de pe dealul Piteștilor. Ctitorul acestei mânăstiri a înzestrat sfântul lăcaș cu mai multe obiecte liturgice, vase și clopote, cumpărând mai multe moșii pe care le-a lăsat mânăstirii. Între anii 1722-1730, mitropolitul Daniil al II-lea al Ungrovlahiei aduce îmbunătățiri semnificative lăcașului monahal, adăugând două turle bisericii, precum și pridvorul acesteia. În anul 1778 este consemnat faptul că mânăstirea Aninoasa ajunge metoc al Mitropoliei București, iar în anul 1833, logofătul Nicolae Buscoveanu construiește câteva case de zid lângă clopotniță. În anul 1842 protosinghelul Dionisie face un nou acoperiș bisericii, iar din 1859 restaurează turlele bisericii și clopotnița. După anul 1864, clădirile au început să se degradeze, urmând ca în anul 1884 autoritățile să se implice în ridicarea unui clopot de mari dimensiuni (peste 400 kg), având cel mai bun sunet din județ. În anul 1895, casele din fața bisericii au suferit ample reparații, iar în anul 1898, biserica și turlele au fost refăcute și acoperite cu tablă albă. În etapele succesive dintre anii 1924-1927 și 1973-1977, Comisia Monumentelor Istorice consolidează și restaurează Așezământul monahal Aninoasa, urmând ca din anul 1977 lucrările să fie continuate prin cheltuiala Episcopiei Râmnicului și Argeșului.
Ca o consecință a secularizării averilor mânăstirești din anul 1864, Biserica „Sfântul Nicolae” s-a transformat în biserică de mir în cadrul satului Aninoasa. Ansamblul monahal este compus din: biserică, casa egumenească, turnul-clopotniță, chiliile și un paraclis.

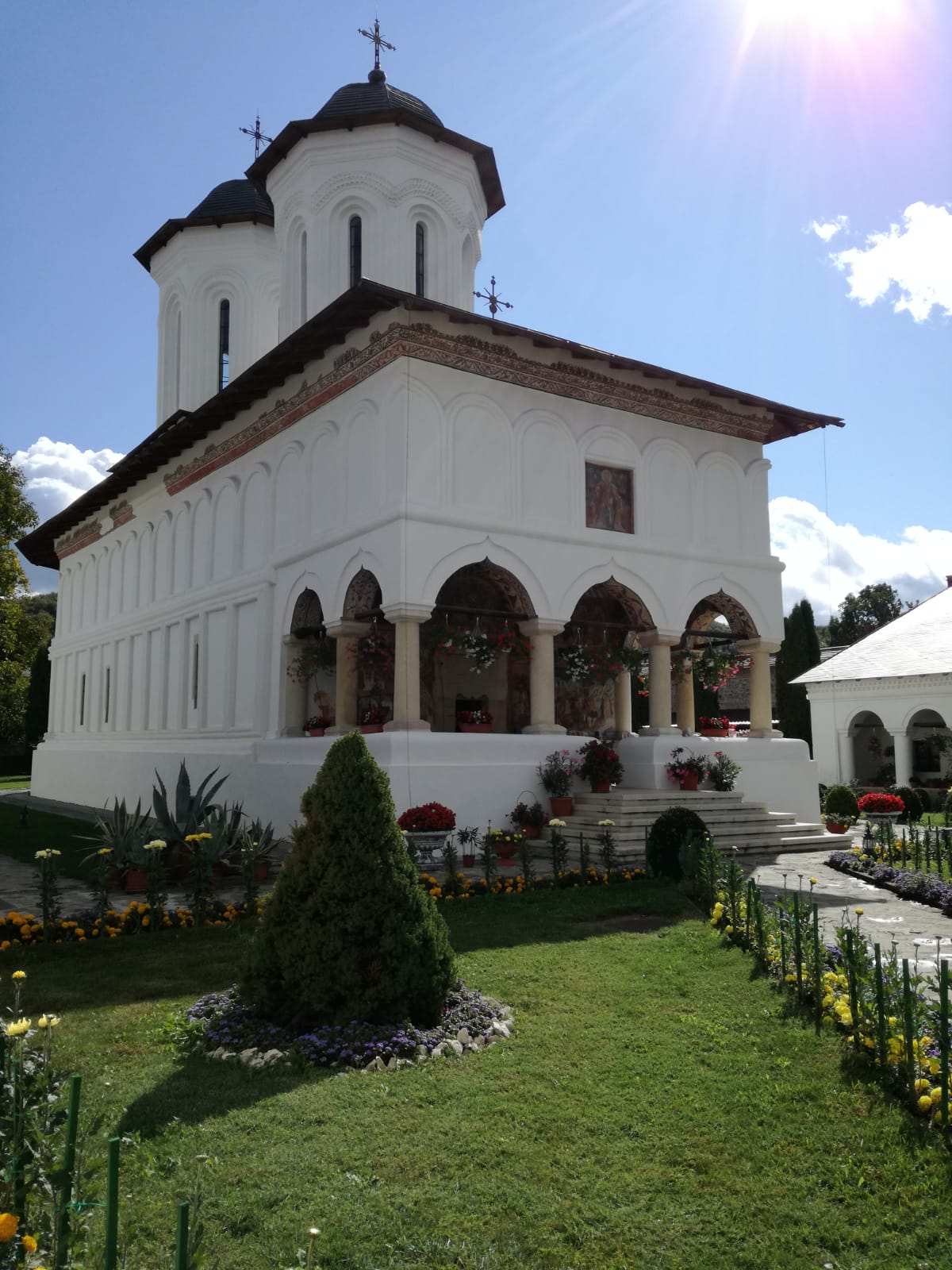

## Aprecieri tehnice
Fiind în formă de cruce, biserica este o construcție masivă ridicată din piatră și cărămidă și este compartimentată în: altar, naos și pronaos, precum și un pridvor deschis care este susținut de 6 stâlpi. Zidul care desparte naosul și pronaosul este suficient de gros și are o deschidere largă pe centru. Pardoseala bisericii este de piatră, iar pereții sunt tencuiți și văruiți în alb. În partea nordică a bisericii, se află clopotnița care are înălțimea de 20 m. Deasupra naosului se află o turlă. Biserica sfântului lăcaș dispune de două turleː una din ele, de mari dimensiuni, este așezată pe naos, alta, de mici dimensiuni, se găsește pe pronaos.
Fațadele bisericii sunt înconjurate de un brâu median care are rolul de a împărți pereții în două registre, fiecare registru fiind împărțit în firide. Pereții sunt albi. În apropiere de streașină, locașul este dispus cu un brâu împodobit prin zugrăveală. În fața pridvorului, pe perete, în firidă, este pictat sfântul Ierarh Nicolae, iar podeaua bisericii este de piatră. În partea de nord a bisericii se află clopotnița, ce are înălțimea de 20m, iar zidurile au înălțimea între 8 și 10 m, grosimea fiind de 1 m.

## Pictura
Pictura edificiului de cult a aparținut zugravilor Ioan Gârniță și Ioan Pop până în anul 1730 și este realizată în frescă, în pronaos evidențiindu-se Mitropolitul Daniil al II-lea care susține în mâna dreaptă biserica, iar în stânga cârja arhierească. Alături se distinge chipul călugărului Hrisantie. În partea de nord al pronaosului este pictat Constantin Mavrocordat, voievodul Nicolae Mavrocordat, iar în stânga lor este domnul Grigore al II-lea Ghica.

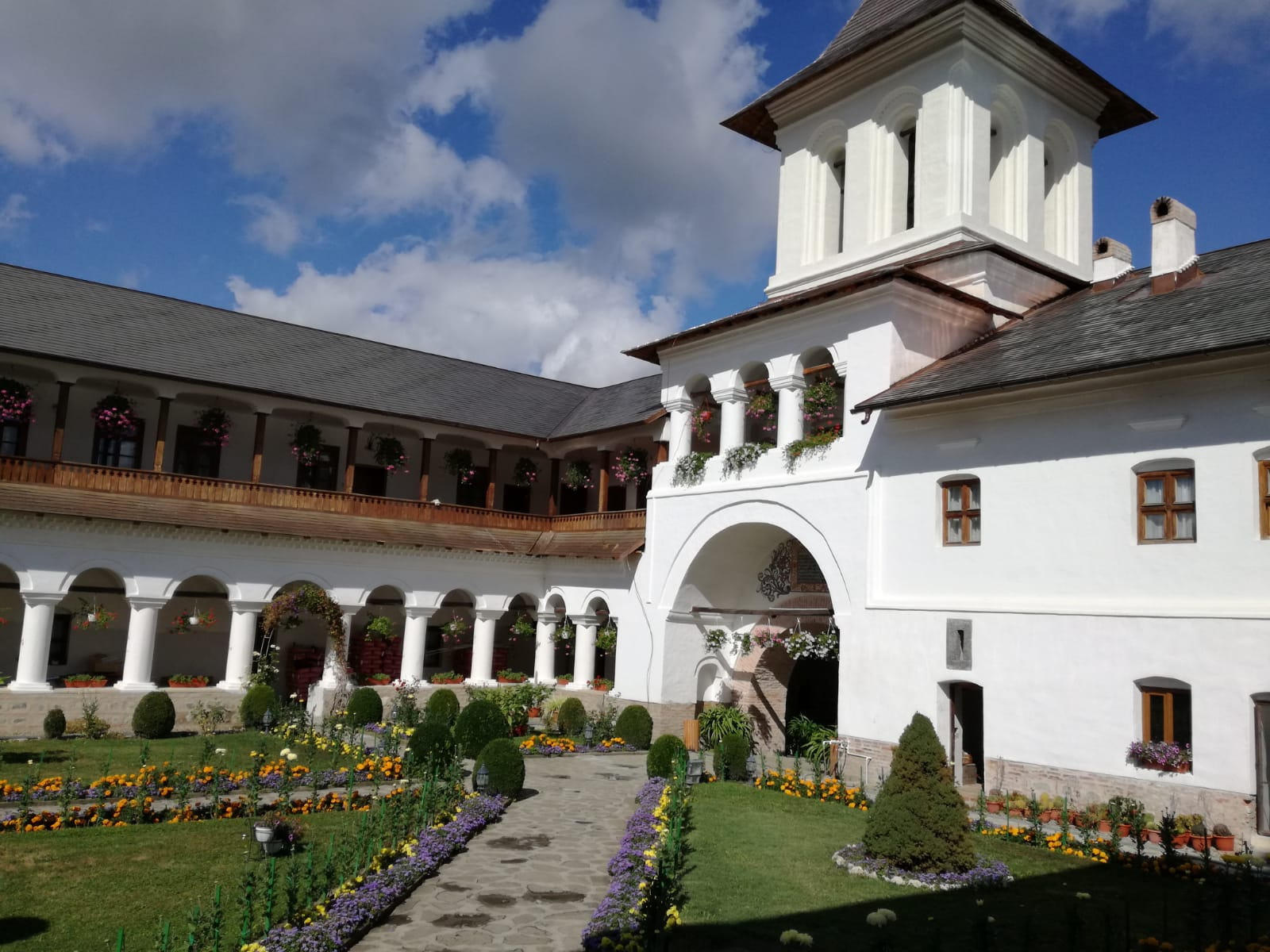

## Obiecte de cult valoroase
În biserica mănăstirii Aninoasa se află următoarele obiecte de cult valoroaseː
- Icoana Sfântului Nicolae, lucrată în argint de egumenul Dionisie Aninoșanu;
- o icoană mică, din argint, suflată cu aur, aflată deasupra Ușilor Împărătești, dăruită tot de către acest egumen ;
- o icoană veche cu Domnul Iisus Hristos, înconjurat de cei 12 apostoli
- sfeșnicele împărătești;
- Sfântul potir, din argint, suflat cu aur;
- cărți vechi de rit ortodox;
- Liturghier 1713;
- Sfânta Evanghelie
- Mineiul octombrie 1776
- Mineiul martie 1779
- Mineiul mai 1780